# Come to Brazil
Come to Brazil är en singel av det amerikanska punkrockbandet The Offspring, som släpptes från Supercharged. "Come to Brazil" (engelska för "kom till Brasilien") är ett uttryck som används av brasilianare när de efterfrågar kända personer eller band att besöka deras land. Uttrycket har en viss negativ konnotation och används ibland i ett sarkastiskt syfte.
Mot slutet av låten sjunger The Offspring "Olé, olé, olé"-skanderingen som populariserades i sportsammanhang 1985 via Roland Verlooven och Grand Jojos låt "Anderlecht Champion" (som "Allez, allez, allez") och året därpå "E Viva Mexico" (som "Olé, olé, olé") i samband med världsmästerskapet i fotboll 1986.

## Låtlista
Alla låtar är skrivna och komponerade av Dexter Holland. 
| Nr | Titel             | Längd |
| -- | ----------------- | ----- |
| 1. | Come to Brazil    | 4:19  |
| 2. | Make It All Right | 3:34  |
| 3. | Light It Up       | 2:52  |